# Zsófia Stefán
Zsófia Stefán (ur. 5 marca 1984 w Veszprémie) – węgierska fagociska.

## Życiorys
Grę na fagocie rozpoczęła w wieku ośmiu lat. Uczyła się w Szkole Muzycznej im. Antala Csermáka, otrzymując w 1996 roku nagrodę Csermák-díj. Następnie pobierała wykształcenie w  Konserwatorium im. Béli Bartóka. W 2007 roku ukończyła studia na Akademii Muzycznej im. Ferenca Liszta, studiowała także na Universität für Musik und darstellende Kunst Wien. W latach 2008–2012 była nauczycielem fagotu w Szkole Muzycznej im. Ernő Dohnányia. W 2012 roku została członkiem orkiestry Concerto Budapest. Grała ponadto w Orkiestrze Symfonicznej Węgierskiej Opery Państwowej i w Węgierskiej Narodowej Orkiestrze Symfonicznej.
Była laureatką nagród w takich konkursach, jak Międzynarodowy Konkurs Fagotowy im. Imre Weidingera (2004) i Międzynarodowy Konkurs Muzyczny im. Michała Spisaka. W 2018 roku został wydany jej pierwszy solowy album pt. Exploring Enchanted Gardens.